# Tim Considine
Timothy Daniel Considine, detto Tim (Los Angeles, 31 dicembre 1940 – Los Angeles, 3 marzo 2022) è stato un attore e fotografo statunitense, noto soprattutto per i suoi ruoli di attore bambino negli anni cinquanta, in particolare come coprotagonista con David Stollery della serie televisiva Spin e Marty (1955-1957) e quindi come giovane attore nella serie televisiva Io e i miei tre figli (1960-1965) con Fred MacMurray.

## Biografia
Nato in California nel 1940, Considine viene da una famiglia di impresari teatrali. A 11 anni ebbe un debutto importante come coprotagonista con Red Skelton nel film Il pagliaccio (1953), un remake de Il campione del 1931. 
Successivamente è apparso in diversi episodi di serie televisive e nel film La sete del potere (1954). Sul set di Her Twelve Man (1954) conosce il coetaneo David Stollery con il quale l'anno successivo sarà chiamato dalla Disney come coprotagonista della serie Spin e Marty trasmessa in televisione su The Mickey Mouse Club per tre stagioni tra il 1955 e il 1957.
A differenza dell'amico David, Considine prosegue ancora la carriera da giovane attore in serie televisive come The Hardy Boys (1956-1957) con Tommy Kirk e Annette (1958) con Annette Funicello, e nel film Geremia, cane e spia (1959) con Fred MacMurray. L'esperienza con MacMurray si ripete con il ruolo di figlio maggiore nelle prime 5 stagioni di un'altra serie televisiva di grande successo: Io e i miei tre figli (1960-1965). Considine scriverà il soggetto e dirigerà numerosi episodi della serie.
Terminata anche questa esperienza, Considine lascia quasi interamente la carriera di attore per dedicarsi al suo amore per la fotografia e lo sport, pubblicando articoli e libri sul soggetto.
Nel 2000, Considine e David Stollery si sono riuniti per un cameo nel remake televisivo di Spin e Marty, Come trovare un amico e mettersi nei guai. I due hanno quindi rilasciato nel 2005 un'intervista con Leonard Maltin in occasione del cinquantesimo anniversario della serie e della sua pubblicazione in DVD.

## Riconoscimenti
- Young Hollywood Hall of Fame (1950's)
- Disney Legends (2006)

## Libri di fotografie
- The Photographic Dictionary of Soccer
- The Language of Sport
- American Grand Prix Racing: A Century of Drivers and Cars

## Filmografia parziale

### Cinema
- Il pagliaccio (The Clown), regia di Robert Z. Leonard (1953)
- La sete del potere (Executive Suite), regia di Robert Wise (1954)
- Her Twelve Man, regia di Robert Z. Leonard (1954)
- Senza catene (Unchained), regia di Hall Bartlett (1955)
- La guerra privata del maggiore Benson (The Private War of Major Benson), regia di Jerry Hopper (1955)
- Geremia, cane e spia (The Shaggy Dog), regia di Charles Barton (1959)
- Sunrise at Campobello, regia di Vincent J. Donehue (1960)
- Patton, generale d'acciaio, regia di Franklin J. Schaffner (1970)

### Televisione
- Spin e Marty (Spin and Marty) - serie TV, 79 episodi (1955-1957)
- The Hardy Boys - serie TV, 34 episodi (1956-1957)
- Annette - serie TV (1958)
- Io e i miei tre figli (My Three Sons) - serie TV, 185 episodi (1960-1965)
- Bonanza - serie TV, episodio 7x11 (1965)
- Come trovare un amico e mettersi nei guai (The New Adventures of Spin and Marty: Suspect Behavior), regia di Rusty Cundieff (2000) - film TV